# فرانسوا فلدمن
فرانسوا فلدمن (فرانسوی: François Feldman‎؛ ‏ فرانسوی: [fʁɑ̃swa fɛldman]؛ ‏ زادهٔ ۲۳ مهٔ ۱۹۵۸) ترانه‌سرا و خواننده اهل فرانسه است. وی بین سال‌های ۱۹۸۲ تا ۲۰۰۴ میلادی فعالیت می‌کرد.
او در دهه‌های ۸۰ و ۹۰ میلادی، موفقیت فراوانی در زمینهٔ موسیقی پاپ در فرانسه داشت.